# Végétarisme sikh

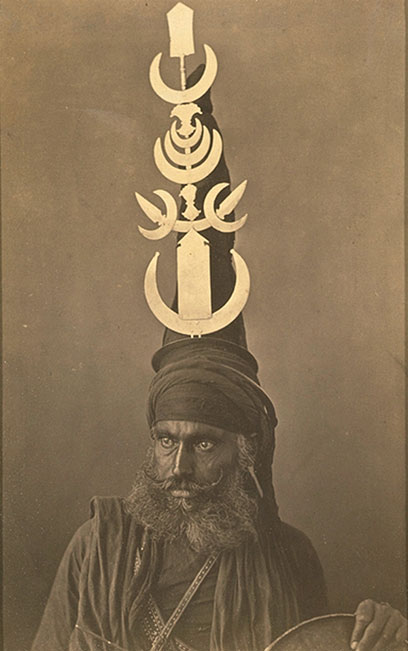
Un Sikh, en 1860.

Les Amritdharis, et des membres d'autres mouvements sikhs (Akhand Kirtani Jatha, Damdami Taksal, Namdhari et Rarionwalay etc.) s'opposent de façon véhémente à la consommation de viandes et d'œufs (tout en encourageant la consommation de lait, de beurre et de fromage). Cette posture végétarienne a pour origine la philosophie de Sant Kabir : Sant Kabir condamnait fermement l'abattage d'animaux, qu'il soit réalisé de façon islamique (égorgement) ou bien hindoue (décapitation) : il n'y a pas de « bonne » façon de tuer, tuer un être est toujours un péché.
En réponse aux divers points de vue sur les régimes alimentaires au sein de la population sikh, les gurus du sikhisme ont tenté de les éclaircir en soulignant leur préférence pour la simplicité. Guru Nanak déclarait que le fait de trop manger conduisait à une surexploitation des ressources de la Terre,. Certains passages du Guru Granth Sahib (le livre sacré des Sikhs également connu sous le nom d'Adi Granth) déclare que cela ne signifie rien d'être végétarien si on ne pense pas à détruire son ego aussi, à pratiquer la spiritualité  (Guru Granth Sahib, page 1289), parce que, bien que toutes les formes d'existence soient interconnectées, seule la vie humaine a une grande importance spirituelle. Les sikhs du Langar qui offrent des repas gratuits dans leur temple sont lacto-végétariens, bien que ce choix soit perçu [Par qui ?] comme un effort pour offrir un repas respectant tous les régimes alimentaires, plus que comme un dogme qui leur serait propre,.
Mais pour les sikhs amritdhari, consommer de la viande constitue une faute grave (au même titre que se couper les cheveux, violer, commettre l'adultère ou consommer du tabac) qui conduit à l'exclusion du Khalsâ (communauté sikhe) et à la rebaptisation, si celle-ci est souhaitée. La nourriture « sikhe » est toujours dénuée de khuthha, c'est-à-dire excluant parfaitement toute viande obtenue par égorgement islamique et par décapitation rituelle hindoue, qui était les seules pratiques pour tuer les animaux à l'époque où apparaît le sikhisme : cela implique le végétarisme pour les sikhs végétariens, la viande et le meurtre d'animaux étant condamnée par Guru Nanak (la viande anéantissant ainsi le développement spirituel), et non que le sikhisme invente un nouveau processus pour obtenir de la viande, tuant à la manière « hindoue » (avec décapitation) les animaux mais sans dédier cet abattage à l'adoration d'une divinité hindoue de village.
Les sikhs végétariens font remarquer qu'il y a une contradiction chez les sikhs zoophages qui font de la viande de poisson un tabou pour eux aussi, puisqu'il y a une impossibilité certaine à tuer un poisson en le décapitant. Le Livre sacré du sikhisme, le Sri Guru Granth Sahib Ji (Ang 1377, 223) interdit sans détour la consommation de poisson, de vin et de marijuana, toutes ces pratiques menant en enfer.
La plupart des traducteurs et commentateurs sikhs de leur livre saint (dont Manmohan Singh, qui fut premier ministre de l'Inde) considèrent que la nourriture non kuttha exclut la consommation de viande/l'abattage des animaux, indépendamment de la manière, et non uniquement celles qui existaient à l'époque de la constitution du sikhisme et nommée khutta, où les textes condamnent formellement ces pratiques de rituels sanglants : ce qui serait trahir l'esprit de l' Âdi Granth et le manipuler pour légitimer ce qui doit être considéré comme un péché, la viande, le meurtre d'un animal. La défense de la zoophagie à la manière « sikhe » est vue comme un moyen de dissension au sein du sikhisme : les sikhs zoophages, qui sont minoritaires, sont considérés comme des anti-sikhs et des manipulateurs subtils et intéressés des populations sikhes sans instruction pour les sikhs qui considèrent le végétarisme comme une norme et une nécessité (leur livre sacré et dernier guru définitif, l' Adi Granth, étant suffisamment clair sur la question : tuer un animal est un péché grave, au même titre que le viol).

## Les sources du végétarisme sikh
Guru Nanak, fondateur du sikhisme né vaishnava (donc forcément végétarien), lié sur le plan doctrinal au poète (hindou et musulman) Kabir et dont il fut l'élève selon la tradition, composa ce chant :

« Mon saint inspirateur enseigne la clémence./ Le cœur s'éveille à ses paroles. / Le chapelet dont chaque grain / est un soupir / est admirable. / Le sage laisse cours à la pitié. / Homme sans pitié, tu es un boucher. / Tu tiens le couteau, et crie impitoyable : / “Qu'est-ce qu'une chèvre ? Qu'est-ce qu'une vache ? / Que me font les autres bêtes ? ” / Or, le maître a dit : / “Nulle différence entre les différents meurtres. / Ô Nânak, ne détruis pas l'esprit pour conserver le corps ! / Réprime, ô frère, ce grand élan né dans ton cœur. / Et cherche refuge en Hari »

— Traduction de G. de Tassy, dans Trésor de la poésie universelle, Roger Caillois/Jean-Clarence Lambert, Gallimard (6e édition).
Les Sikhs akhand kirtani jatha (et les Sikhs considérant que le végétarisme est bien une nécessité pour un Sikh), contestent avec véhémence l'interprétation de leur texte sacré par les Sikhs qui considèrent que la viande obtenue selon des principes « sikhs » (décapitation sans adoration de divinités) est tolérable ;

« Seigneur (...), fais que cesse le massacre du pauvre et de la vache, étends la vraie foi sur toute la terre, libère tous ceux qui sont méchants, et exalte ton vrai Khalsâ »

— Namdhari Nitnem, Namdhari Sarbar, Sri Bhaini Sahib, 1978.
Cela prend sa source dans les textes sacrés sikhs de l' Âdi Granth eux-mêmes qui déclarent :

« Ayez de la pitié pour toute créature vivante. »

« Ne donnez aucune douleur à aucun être vivant. »

« Plus que d'aller aux 78 lieux de pèlerinage, il y a un mérite plus grand et c'est celui d'accepter d'être compatissant envers les êtres vivants. »

« Tu dis que le Dieu Un est en Tout. Donc, pourquoi est-ce que tu tues des poules ? »

« Tu tues des créatures, et tu appelles cela une action juste ! Dis, mon frère, qu'appelles-tu alors une action injuste ? / Tu te nommes toi-même le plus excellent des sages : mais qui t'appellera boucher ? »

« Le monde mange des cadavres, vivant par la négligence et la cupidité. Comme un démon, ou une bête, ils tuent et mangent les carcasses, la viande interdite. »

Selon les membres sikhs du Gurdwara Tapoban Sahib, le sikhisme a rejeté la mise à mort des animaux par égorgement (islamique), ou par décapitation (pratiquée par des prêtres pour des divinités hindoues des villages) ; mais pour les Sikhs opposés à la zoophagie, cela ne veut pas dire que, pour le sikhisme, ce soient essentiellement les aspects formels de la mise à mort qui soient rejetés, mais bien plutôt la source : la mise à mort d'un animal en elle-même. Selon les membres sikhs du Gurdwara Tapoban Sahib, les textes sacrés du sikhisme rejettent le végétarisme comme une fin en soi (il ne suffit pas d'être végétarien pour se libérer du cycle des réincarnations), mais non comme pratique absolue en tant que telle. Des Sikhs déclarent que les animaux et les plantes sont mis au même niveau dans certaines parties de leurs textes sacrés, mais les Sikhs végétariens rappellent que ce nivellement par le bas est induit par le fait qu'il s'agit de souligner que seule l'humanité a un devoir de spiritualité envers Dieu, non que les animaux ne possèdent aucune émotion ou aucun système nerveux pour autant, car les plantes, elles, ont au contraire une forme corporelle qui ne leur permet pas de ressentir la douleur (et il est inutile de déraciner ou d'abattre un arbre ou un végétal pour manger les fruits ou légumes qu'ils donnent).
Cela est aussi illustré dans le livre saint du sikhisme, l' Âdi Granth :

« Regarde le forgeron avec sa hache jetée sur son épaule, une cruche d'eau sur la tête. Il est en quête d'un arbre à abattre. Farid te dit : ami forgeron, épargne l'arbre que voici. C'est sous cet arbre-ci que je suis en quête du bien-aimé Seigneur. Pour toi, cet arbre ne peut fournir rien de plus que du charbon de bois »

— Shalok Farid 43, Âdi Granth, 1380
Le poète saint Kabir (musulman et hindou à la fois), dont nombre de ses poèmes se trouvent dans l' Adi Granth, livre saint du sikhisme, et qui considérait que le prophète Mahomet était lui aussi végétarien, a promu avec véhémence l'ahimsâ, la compassion envers toute créature, le végétarisme (la consommation de chair animale menant en enfer pour Sant Kabir), parmi ses contemporains.